# Beach Blast 1992
Beach Blast 1992 fu la prima edizione del pay-per-view di wrestling della serie Beach Blast, prodotta dalla World Championship Wrestling. L'evento si svolse il 20 giugno 1992 presso la Mobile Civic Center di Mobile, Alabama.
Lo show ebbe due main event. Nel primo, Ricky Steamboat e Rick Rude si affrontarono in un lungo 30-minute Iron Man Challenge come conclusione di una lunga rivalità, mentre nel secondo gli Steiner Brothers difesero le cinture WCW World Tag Team Championship contro Terry Gordy & Steve Williams.

## Descrizione
Nel 1992 la World Championship Wrestling aumentò il numero dei suoi eventi in pay-per-view (PPV) passando da cinque a sei. Come parte dell'espansione della WCW, fu concepita l'idea di "Beach Blast", uno show estivo a tema balneare, completo di surfisti, ragazze in bikini e scenografie a ricordare una spiaggia.
Lo show fu uno dei primi eventi importanti tenutisi dopo che Bill Watts aveva assunto la direzione della WCW e fu il primo nel quale furono messe in pratica alcune delle nuove regole da lui introdotte, incluso il divieto di qualsiasi mossa aerea dal paletto del ring pena la squalifica immediata.

## Risultati
| N. | Match | Stipulazione                                                    | Durata |
| -- | --- | --------------------------------------------------------------- | ------ |
| 1  | The Junkyard Dog, Tom Zenk & Big Josh sconfiggono Tracy Smothers, Richard Morton & Diamond Dallas Page                                                                       | Six-man tag team match                                          | N/A    |
| 2  | Scotty Flamingo sconfigge Brian Pillman (c) | Single match per il WCW Light Heavyweight Championship          | 17:29  |
| 3  | Ron Simmons sconfigge Terry Taylor | Single match                                                    | 07:10  |
| 4  | Greg Valentine sconfigge Marcus Bagwell | Single match                                                    | 07:17  |
| 5  | Missy Hyatt sconfigge Madusa (con Paul E. Dangerously) | Bikini contest                                                  | N/A    |
| 6  | Sting sconfigge Cactus Jack | Falls Count Anywhere match                                      | 11:24  |
| 7  | Ricky Steamboat sconfigge Rick Rude 4-3 | 30 Minute Iron Man match                                        | 30:00  |
| 8  | Dustin Rhodes, Barry Windham & Nikita Koloff sconfiggono The Dangerous Alliance (Arn Anderson, Steve Austin & Bobby Eaton) (con Paul E. Dangerously & Madusa) per squalifica | Six-man tag team match (con Ole Anderson come arbitro speciale) | 15:32  |
| 9  | The Steiner Brothers (Rick & Scott) (c) contro Terry Gordy & "Dr. Death" Steve Williams termina in pareggio per limite di tempo                                              | Tag team match per i WCW World Tag Team Championship            | 30:00  |